# Folsomides parvulus
Folsomides parvulus is een springstaartensoort uit de familie van de Isotomidae. De wetenschappelijke naam van de soort werd voor het eerst geldig gepubliceerd in 1922 door Stach.